# Мазиньо Оливейра
Мазиньо Оливейра е бразилски футболист.

## Национален отбор
Записал е и 10 мача за националния отбор на Бразилия.
| Бразилия | Бразилия | Бразилия |
| Година   | Мачове   | Голове   |
| -------- | -------- | -------- |
| 1990     | 1        | 0        |
| 1991     | 9        | 2        |
| Общо     | 10       | 2        |